# Gmina Pakosławice
Die Gmina Pakosławice ist eine Landgemeinde im Powiat Nyski, in der Woiwodschaft Opole im südwestlichen Teil Polens. Gemeindesitz ist das Dorf Pakosławice  (deutsch: Bösdorf).

## Geografie
Das Gemeindegebiet erstreckt sich nördlich der Kreisstadt Nysa (Neisse).

## Politik

### Gemeindevorsteher
An der Spitze der Gemeindeverwaltung steht der Gemeindevorsteher. Dies war bis 2018 Jarosław Nosal, der mit seinem eigenen Wahlkomitee antrat. Seither ist Adam Raczyński (PO) im Amt, der 2024 für das Wahlkomitee „Positiv – Klub für soziale Initiativen“ kandidierte. Die turnusmäßige Wahl im April 2024 führte zu folgendem Ergebnis:
- Adam Raczyński (Wahlkomitee „Positiv – Klub für soziale Initiativen“) 44,0 % der Stimmen
- Rafał Staliś (Wahlkomitee Rafał Staliś) 20,1 % der Stimmen
- Marek Berini (Wahlkomitee unabhängiger Wähler) 19,8 % der Stimmen
- Natalia Wdowikowska (Wahlkomitee Natalia Wdowikowska) 16,1 % der Stimmen

In der damit notwendigen Stichwahl wurde Raczyński mit 61,5 % der Stimmen gegen Staliś wiedergewählt.
Die turnusmäßige Wahl im Oktober 2018 führte zu folgendem Ergebnis:
- Adam Raczyński (Wahlkomitee Adam Raczyński) 59,7 % der Stimmen
- Jarosław Nosal (Wahlkomitee Jarek Nosal) 27,6 % der Stimmen
- Wojciech Stachoń (Prawo i Sprawiedliwość) 12,7 % der Stimmen

Damit wurde Adam Raczyński bereits im ersten Wahlgang zum Nachfolger des bisherigen Amtsinhabers Nosal gewählt.

### Gemeinderat
Der Gemeinderat besteht aus 15 Mitgliedern und wird von der Bevölkerung in Einpersonenwahlkreisen gewählt. Die Gemeinderatswahl 2024 führte zu folgendem Ergebnis:
- Wahlkomitee „Positiv – Klub für soziale Initiativen“ 43,4 % der Stimmen, 7 Sitze
- Wahlkomitee Rafał Staliś 24,1 % der Stimmen, 4 Sitze
- Wahlkomitee unabhängiger Wähler 15,8 % der Stimmen, 2 Sitze
- Wahlkomitee Natalia Wdowikowska 14,6 % der Stimmen, 1 Sitz
- Wahlkomitee „Guter Rat“ 2,1 % der Stimmen, 1 Sitz

Die Gemeinderatswahl 2018 führte zu folgendem Ergebnis:
- Wahlkomitee Adam Raczyński 53,7 % der Stimmen, 11 Sitze
- Wahlkomitee Jarek Nosal 27,4 % der Stimmen, 4 Sitze
- Prawo i Sprawiedliwość (PiS) 17,3 % der Stimmen, kein Sitz
- Übrige 1,7 % der Stimmen, kein Sitz

## Gemeindegliederung
Die Landgemeinde (gmina wiejska) Pakosławice umfasst elf Ortsteile (deutsche Namen amtlich bis 1945) mit einem Schulzenamt: 
| - Biechów (Bechau) - Bykowice (Beigwitz) - Goszowice (Kuschdorf) - Korzękwice (Korkwitz, 1936–1945 Moeckendorf) - Nowaki (Nowag) - Pakosławice (Bösdorf) | - Reńska Wieś (Reinschdorf) - Rzymiany (Reimen) - Słupice (Schlaupitz, 1936–1945 Schlaubental) - Smolice (Schmolitz, 1936–1945 Frankenfelde) - Strobice (Struwitz, 1936–1945 Struwendorf) |